# MTV Movie Awards 1993
Die MTV Movie Awards des Jahres 1993 wurden am 18. Juli 1993 verliehen. Der Film mit den meisten Awards wurde mit 3 Auszeichnungen Brennpunkt L.A. – Die Profis sind zurück.

## Moderator
Durch die Gala führte: Eddie Murphy

## Auszeichnungen

### Bester Film
Eine Frage der Ehre (A Few Good Men)
- Aladdin
- Basic Instinct
- Bodyguard (The Bodyguard)
- Malcolm X

### Bester Schauspieler
Denzel Washington – Malcolm X
- Kevin Costner – Bodyguard (The Bodyguard)
- Tom Cruise – Eine Frage der Ehre (A Few Good Men)
- Michael Douglas – Basic Instinct
- Jack Nicholson – Eine Frage der Ehre (A Few Good Men)

### Beste Schauspielerin
Sharon Stone – Basic Instinct
- Geena Davis – Eine Klasse für sich (A League of Their Own)
- Whoopi Goldberg – Sister Act – Eine himmlische Karriere (Sister Act)
- Whitney Houston – Bodyguard (The Bodyguard)
- Demi Moore – Eine Frage der Ehre (A Few Good Men)

### Begehrtester Schauspieler
Christian Slater – Real Love (Untamed Heart)
- Kevin Costner – Bodyguard (The Bodyguard)
- Tom Cruise – Eine Frage der Ehre (A Few Good Men)
- Mel Gibson – Brennpunkt L.A. – Die Profis sind zurück (Lethal Weapon 3)
- Jean-Claude Van Damme – Ohne Ausweg (Nowhere to Run)

### Begehrteste Schauspielerin
Sharon Stone – Basic Instinct
- Kim Basinger – Cool World
- Halle Berry – Boomerang
- Madonna – Body of Evidence
- Michelle Pfeiffer – Batmans Rückkehr (Batman Returns)

### Bester Newcomer
Marisa Tomei – Mein Vetter Winnie (My Cousin Vinny)
- Halle Berry – Boomerang
- Whitney Houston – Bodyguard (The Bodyguard)
- Kathy Najimy – Sister Act – Eine himmlische Karriere (Sister Act)
- Rosie O’Donnell – Eine Klasse für sich (A League of Their Own)

### Bestes Filmpaar
Mel Gibson & Danny Glover – Brennpunkt L.A. – Die Profis sind zurück (Lethal Weapon 3) 
- Kevin Costner & Whitney Houston – Bodyguard (The Bodyguard)
- Tom Cruise & Nicole Kidman – In einem fernen Land (Far and Away)
- Michael Douglas & Sharon Stone – Basic Instinct
- Woody Harrelson und Wesley Snipes – Weiße Jungs bringen’s nicht (White Men Can’t Jump)

### Bester Filmschurke
Jennifer Jason Leigh – Weiblich, ledig, jung sucht … (Single White Female)
- Danny DeVito – Batmans Rückkehr (Batman Returns)
- Ray Liotta – Fatale Begierde (Unlawful Entry)
- Jack Nicholson – Eine Frage der Ehre (A Few Good Men)

### Bester Filmkomiker
Robin Williams – Aladdin
- Whoopi Goldberg – Sister Act – Eine himmlische Karriere (Sister Act)
- Eddie Murphy – Boomerang
- Bill Murray – Und täglich grüßt das Murmeltier (Groundhog Day)
- Joe Pesci – Mein Vetter Winnie (My Cousin Vinny)

### Bester Filmsong
„I Will Always Love You“ – Bodyguard (The Bodyguard)  – Whitney Houston
- „A Whole New World“ – Aladdin – Regina Belle & Peabo Bryson
- „End of the Road“ – Boomerang – Boyz II Men
- „It's Probably Me“ – Brennpunkt L.A. – Die Profis sind zurück (Lethal Weapon 3) – Eric Clapton & Sting
- „Would?“ – Singles – Gemeinsam einsam (Singles) – Alice in Chains

### Bester Filmkuss
Marisa Tomei & Christian Slater – Real Love (Untamed Heart)
- Pauline Brailsford & Tom Hanks – Eine Klasse für sich (A League of Their Own)
- Mel Gibson & Rene Russo – Brennpunkt L.A. – Die Profis sind zurück (Lethal Weapon 3)
- Woody Harrelson und Wesley Snipes – Weiße Jungs bringen’s nicht (White Men Can’t Jump)
- Michael Keaton & Michelle Pfeiffer – Batmans Rückkehr (Batman Returns)
- Gary Oldman und Winona Ryder – Bram Stoker’s Dracula (Dracula)

### Beste Action-Sequenz
Brennpunkt L.A. – Die Profis sind zurück (Lethal Weapon 3) 
- Alarmstufe: Rot (Under Siege)
- Alien 3
- In einem fernen Land (Far and Away)
- Überleben! (Alive)

### Sonstige Awards
- Bester Neuer Filmemacher: Carl Franklin für: One False Move
- Lifetime Achievement Award: The Three Stooges